# Brežec pri Divači
Brežec pri Divači este o localitate din comuna Divača, Slovenia, cu o populație de 26 de locuitori.